# 168. østlige længdekreds
Den 168. østlige længdekreds (eller 168 grader østlig længde) er en længdekreds, der ligger 168 grader øst for nulmeridianen. Den løber gennem Ishavet, Asien, Stillehavet, det Sydlige Ishav og Antarktis.